# Роберт Егерс
Роберт Хјустон Егерс (енгл. Robert Houston Eggers; Њујорк, 7. јул 1983) амерички је филмски редитељ и сценограф. Најпознатији је по писању и режији историјских хорор филмова Вештица (2015), Светионик (2019) и Носферату (2024), као и по режији и косценаристичком раду на епском историјском филму Северњак (2022). Његови филмови су познати по мешавини хорора, фолклорних и митолошких елемената, као и по његовим темељним напорима да осигура историјску аутентичност.

## Биографија

### Рани живот
Егерс је рођен у Њујорку 1983. у породици Кели Хјустон. Убрзо након рођења, он и његова мајка преселили су се у Ларами у Вајомингу, где се његова мајка упознала и удала за Волтера Егерса, са којим је добила близанце, Макса и Сема. Породица се потом преселила у Ли, Њу Хемпшир, 1990. године када је његов очух постао проректор на Универзитету Њу Хемпшир. Преселио се у Њујорк 2001. године да би похађао Америчку музичку и драмску академију. У Њујорку би стекао интересовање за дизајн, режију и позориште. Додатно је показивао интересовање за филмско стваралаштво, режирајући и дизајнирајући кратке филмове.
Егерс је био инспирисан детињством у Новој Енглеској и често је посећивао Плантажу Плимот у Масачусетсу, док је писао свој први играни филм.

## Каријера
Егерс је започео своју каријеру као дизајнер и редитељ позоришних продукција у Њујорку пре него што је прешао на рад на филму.
Године 2015. Егерс је дебитовао као редитељ са хорор филмом Вештица: Народна прича Нове Енглеске, заснованим на сопственом сценарију и са Анјом Тејлор-Џој у главној улози. Филм је премијерно приказан на Санденс филмском фестивалу 27. јануара 2015. године. А24 је купио филмска права и пустио га у биоскопе 19. фебруара 2016. године. Критички пријем је био углавном позитиван, а филм је зарадио преко 40 милиона долара на буџету од 4 милиона.
Његов наредни филм, Светионик (2019), такође историјског жанра, био је хваљен од стране критичара. Егерс је режирао филм и коаутор сценарија са својим братом Максом Егерсом, а у њему играју Роберт Патинсон и Вилем Дафо.
Године 2022. објављен је Егерсов епски филм о викинзима надахнут Амлетом, Северњак, са Александром Скарсгордом, Никол Кидман, Анјом Тејлор-Џој, Итаном Хоком, Бјерк и Вилемом Дафоом у главним улогама.
У јулу 2015. објављено је да ће Егерс написати и режирати римејк немог филма Носферату из 1922, заснованог на Дракули. Продуценти филма су Џеј Ван Хој и Ларс Кнудсен за Студио 8. У новембру 2016, Егерс је изразио изненађење што ће римејк Носфератуа бити његов други филм, рекавши: „Ружно је и богохулно, егоманијално и одвратно да филмски стваралац попут мене уради Носфератуа. Заиста сам планирао да сачекам неко време, али тако се судбина развила”. Егерс је раније режирао представу Носферату у средњој школи и ангажован је да режира професионалну верзију представе због свог рада. Егерс је ово сматрао догађајем који га је инспирисао да настави каријеру у филмској индустрији. На крају одлучио да одложи своју верзију филма, па је прво режирао Светионик и Северњака. Тејлор-Џој и Хари Стајлс су били придружени глумачкој екипи, али су обоје одустали од пројекта 2022. године. У септембру 2022. објављено је да ће у филму глумити Бил Скарсгорд у насловној улози заједно са Лили-Роуз Деп. Тако је Носферату постао његов четврти филм. У једном интервјуу навео је Лептирицу редитеља Ђорђа Кадијевића као један од филмова који су инспирисали Носферату.
Егерс тренутно развија мини-серију засновану на животу Григорија Распућина. Такође је развио средњовековни филм под називом Витез, који тек треба да уђе у продукцију.
Егерс је често сарађивао са директором фотографије Јарином Блашкеом и монтажерком Луиз Форд. Глумци Ралф Инесон, Анја Тејлор-Џој и Вилем Дефо појавили су се у више његових филмова, а композитор Марк Корвен је сарађивао с њим у два остварења.

## Лични живот
Егерс је ожењен Александром Шејкер, клиничком психолошкињом коју познаје од детињства. Имају сина Хјустона. Живе у Бруклину, у Њујорку. Роберт Егерс је старији брат Макса и Сема Егерса, такође филмских стваралаца.

## Филмографија
Дугометражни филмови
| Година | Наслов    | Режисер | Сценариста | Продуцент |
| ------ | --------- | ------- | ---------- | --------- |
| 2015   | Вештица   | Да      | Да         | Не        |
| 2019   | Светионик | Да      | Да         | Да        |
| 2022   | Северњак  | Да      | Да         | Да        |
| 2024   | Носферату | Да      | Да         | Да        |

Краткометражни филмови
| Година | Наслов              | Режисер | Сценариста | Белешке                  |
| ------ | ------------------- | ------- | ---------- | ------------------------ |
| 2007   | Hansel and Gretel   | Да      | Да         | Такође продуцент дизајна |
| 2008   | The Tell-Tale Heart | Да      | Да         | Такође продуцент дизајна |
| 2015   | Brothers            | Да      | Да         |                          |

Сценограф
| Година | Наслов                                    | Белешке        |
| ------ | ----------------------------------------- | -------------- |
| 2009   | Drawing from Life                         | Краткометражни |
| 2010   | Prelude and Fugue                         | Краткометражни |
| 2010   | Confessional Stories: Voluntary Damnation | Краткометражни |
| 2010   | Confessional Stories: First Confession    | Краткометражни |
| 2010   | Monster                                   | Краткометражни |
| 2011   | The Tailor                                | Краткометражни |
| 2011   | The Five Stages of Grief                  | Краткометражни |
| 2011   | Tell Your Friends! The Concert Film!      | Документарни   |
| 2011   | In the Pines                              | Краткометражни |
| 2012   | Anemone                                   | Краткометражни |
| 2012   | Legacy                                    | Краткометражни |
| 2012   | Esther                                    | Краткометражни |
| 2013   | The House at the Edge of the Galaxy       | Краткометражни |
| 2013   | Vivace!                                   | Краткометражни |
| 2013   | Spirit Cabinet                            | Дугометажни    |
| 2014   | Rose                                      | Краткометражни |

## Пријем
| Година | Филм      | Rotten Tomatoes                             | Metacritic        | Буџет           | Зарада         |
| ------ | --------- | ------------------------------------------- | ----------------- | --------------- | -------------- |
| 2015   | Вештица   | 91% (7.8/10 просечна оцена) (337 рецензија) | 84 (46 рецензија) | 4 милиона $     | 40,4 милиона $ |
| 2019   | Светионик | 90% (8.0/10 просечна оцена) (396 рецензија) | 83 (51 рецензија) | 11 милиона $    | 18,3 милиона $ |
| 2022   | Северњак  | 90% (7.7/10 просечна оцена) (382 рецензија) | 82 (60 рецензија) | 70–90 милиона $ | 68,9 милиона $ |
| 2024   | Носферату | 90% (8.3/10 просечна оцена) (126 рецензија) | 82 (34 рецензија) |                 |                |